# Śriwidżaja

Królestwo Śriwidżaja (ok. VIII w.)

Śriwidżaja (Sriwijaya, Śriwidźaja) – buddyjskie tallasokratyczne królestwo, powstałe w VII wieku n.e. na Sumatrze. W 1377 przejęte przez królestwo Majapahit. Stolica w Palembang.
Do XI w. najsilniejsze państwo regionu, swymi wpływami obejmowało Jawę, północne Borneo i Półwysep Malajski. Ludność stanowili Malajowie. Była ośrodkiem buddyzmu (Mahajana), za panowania dynastii Śailendrów (IX-XII w.) wybudowano świątynię Borobudur na Jawie oraz klasztory w Nagapattinam (południowo-wschodnie Indie).
Źródłem potęgi królestwa była kontrola nad międzynarodowym handlem morskim. Nawiązywało stosunki handlowe nie tylko z państwami Archipelagu Malajskiego, ale także z Chinami i Indiami. Królestwo było ważnym ośrodkiem kultury buddyjskiej w Azji Południowo-Wschodniej. Długi okres potęgi państwa przypadał na wieki od VIII do XI. Później nastąpił stopniowy upadek królestwa, które ostatecznie w 1377 roku zostało przejęte przez króla Majapahit Hajama Wuruka.

Ekspansja Śriwidźaji

Z czasem pamięć o samym państwie zatarła się, wraz z islamizacją regionu i zanikiem buddyjskich wpływów na terenach Indonezji i Malezji. Ponowny wzrost zainteresowania historią Sriwidżaji nastąpił w XX wieku, wraz z kolejnymi odkryciami archeologicznymi europejskich uczonych.